# 가토 다이키
가토 다이키(일본어: 加藤 大樹, 1993년 3월 14일 ~ )는 일본의 축구 선수이다.

## 구단 경력
그는 2016년부터 J리그의 레노파 야마구치 FC, 츠바이겐 가나자와, 몬테디오 야마가타에서 뛰었다.